# Émile Dezaunay
 (mai 2025).
Si vous disposez d'ouvrages ou d'articles de référence ou si vous connaissez des sites web de qualité traitant du thème abordé ici, merci de compléter l'article en donnant les références utiles à sa vérifiabilité et en les liant à la section « Notes et références ».
Émile Alfred Marie Dezaunay, né le 25 février 1854 à Nantes où il est mort le 4 juin 1938, est un peintre et graveur français.

## Biographie
Né au 3, rue Du Guesclin à Nantes, dans une famille de négociants aisés, Émile Dezaunay devient orphelin de son père en 1857. Sa mère, Caroline Tronson, cousine germaine de Jules Verne, l'élève seule, sous la tutelle des oncles de l'enfant. Le peintre nantais Jules-Élie Delaunay le recommande pour entrer à l'École des beaux-arts à Paris où il intègre son atelier en 1875. Il est également l'élève de Pierre Puvis de Chavannes.
Il se marie à Nantes en 1884 et participe à l'Exposition triennale des beaux-arts de Nantes en 1886, exposition à laquelle sont conviés des peintres confirmés et ayant participé au Salon de Paris,. À cette occasion, Émile Dezaunay fera la connaissance de Maxime Maufra et s'ensuivra entre les deux hommes une grande amitié.
Dezaunay fréquente l'atelier d'Eugène Delâtre, où Maufra réalise également ses premières gravures en 1892, influencés par Paul Gauguin.
Il excelle dans l'art de l'aquarelle et de la gravure. Sa carrière fut particulièrement féconde entre 1892 et 1909. Le critique Arsène Alexandre écrit : « Son art est à la fois populaire et raffiné, il est malicieux quand il regarde, candide quand il raconte ».
Émile Dezaunay expose et participe jusqu'en 1914 à tous les Salons qu'organise la Société des arts de Nantes.
Dès 1892, il fréquente Aristide Briand et le poète Victor-Émile Michelet dans l'atelier du Bateau-Lavoir de Maxime Maufra à Montmartre. Cette même année, il expose à la deuxième exposition des peintres impressionnistes et symbolistes.
Il emménage à Neuilly-sur-Seine en 1897 et expose chez Moline, rue Laffitte, à Paris. Il met en vente à l'hôtel Drouot une centaine de ses œuvres le 25 mars 1898. Un catalogue, préfacé par Arsène Alexandre, est publié à cette occasion.
En 1909, il revient s'installer à Nantes après la mort de son fils aîné. Le couple va mener là une vie retirée ne quittant leur demeure que pour quelques courts séjours en Bretagne et en Vendée. Il n'expose plus qu'au Salon d'automne, mais participe à toutes les expositions organisées par les Amis des arts et des artistes bretons jusqu'en 1914. En 1913, il emménage dans une maison de la rue des Folies Chaillou à Nantes, bâtie par Paul Devorsine, architecte et beau-père de sa fille qui habite la maison voisine. Il peindra désormais dans 
le vaste et lumineux atelier donnant sur le grand jardin au cèdre centenaire et aux massifs fleuris.
Son ami Maxime Maufra meurt le 23 mai 1918. Ils avaient fait ensemble de grandes randonnées à travers la Bretagne. Il présente au Salon d'automne de 1928 les toiles Port de Manech (marine) et Château de Clisson (Loire-Inférieure).
Dezaunay devient veuf en 1929.
En 1934, la galerie Mignon-Massart lui consacre une exposition en présentant 42 toiles dont un grand nombre furent exposées auparavant au Salon d'automne. En février 1938, cette même galerie tient une autre exposition de ses œuvres que Dezaunay inaugure avant sa mort survenue le 4 juin 1938.
Son domicile est à cette date établi au 12, passage Saint-Yves à Nantes. Il est inhumé trois jours plus tard au cimetière La Bouteillerie (carré FF, rang 9).

## Œuvres dans les collections publiques
- Nantes, musée des Beaux-Arts :
  - Le Braconnier, avant 1889, huile sur toile[4] ;
  - Jeune Fille de Pont-L'Abbé ; Tête d'étude, avant 1912, huile sur toile[5] ;
  - Le Port de Nantes, 1914, huile sur toile[6] ;
  - Petites Filles aux marrons, 1899, huile sur toile[7] ;
  - Portrait d'un garçonnet, avant 1912, huile sur toile[8] ;
  - Sur la plage, huile sur toile[9].
- Pont-Aven, musée des Beaux-Arts :
  - Retour de pêche, vers 1900, aquarelle ;
  - Jeune Fille de Rosporden assise, vers 1895, aquatinte en couleurs ;
  - La petite Mendiante de Pleyben, vers 1895, aquatinte en couleurs ;
  - L'Aven au Moulin Neuf ;
  - Retour de pêche.
- Quimper, musée départemental breton :
  - fonds de dessins et d'estampes, dont :
    - Jeune fille et enfant de Rosporden, eau-forte et aquatinte en couleurs, 24 × 31 cm[10] ;

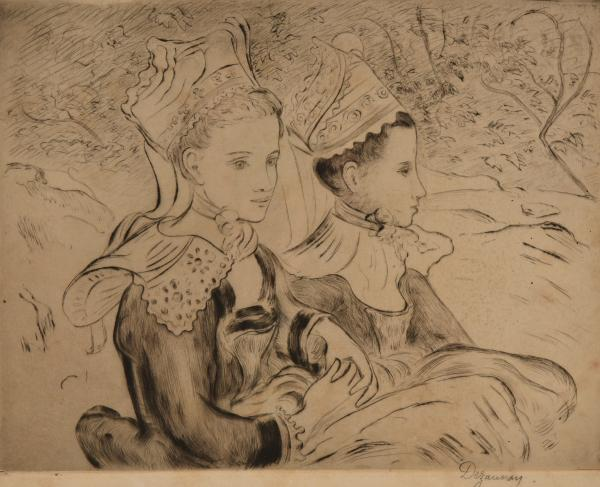
Deux bretonnes, (pointe sèche et eau forte,)
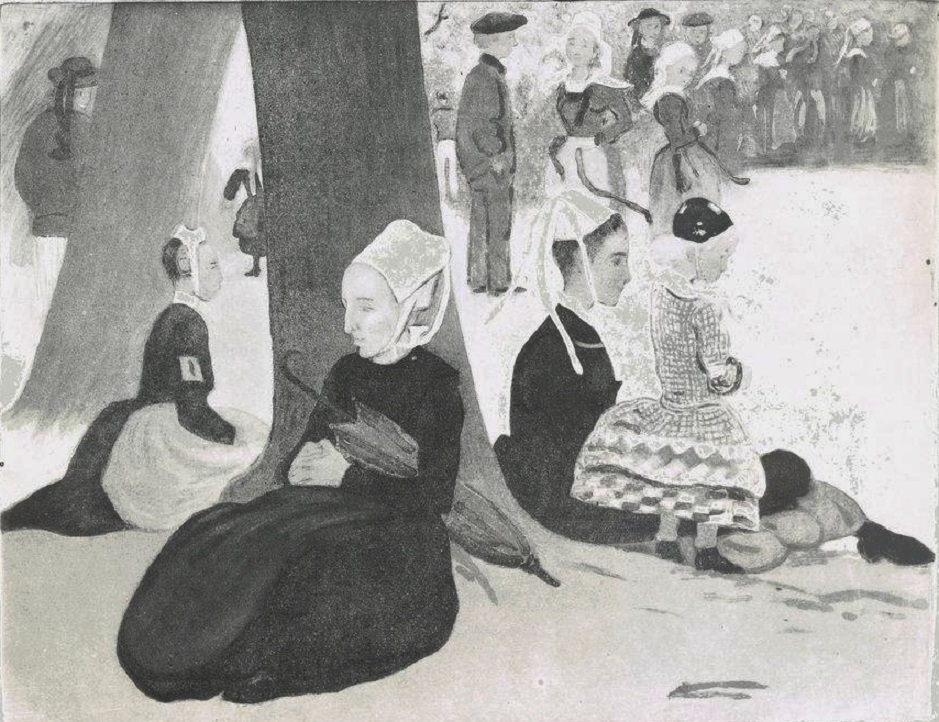
Femmes de Plougastel au pardon (aquatinte en couleurs de),

    - Mystère de Saint Gwénolé, 1898, illustration pour la couverture de la pièce de théâtre jouée au théâtre de Morlaix et sur la grande place de Ploujean les 13 et 14 août 1898.
- Saint-Nazaire, musée des Beaux-Arts : Marine à Saint-Michel, 1913.

Œuvres d'Émile Dezaunay
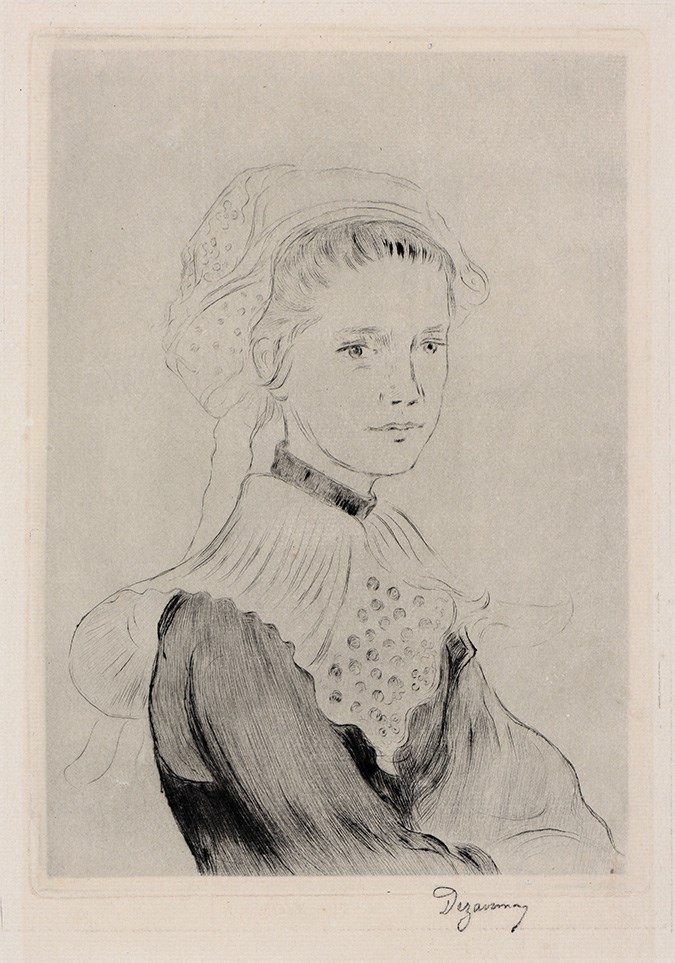
Jeune Bretonne de Pont-Aven (1895) , pointe sèche, Quimper, musée départemental breton.
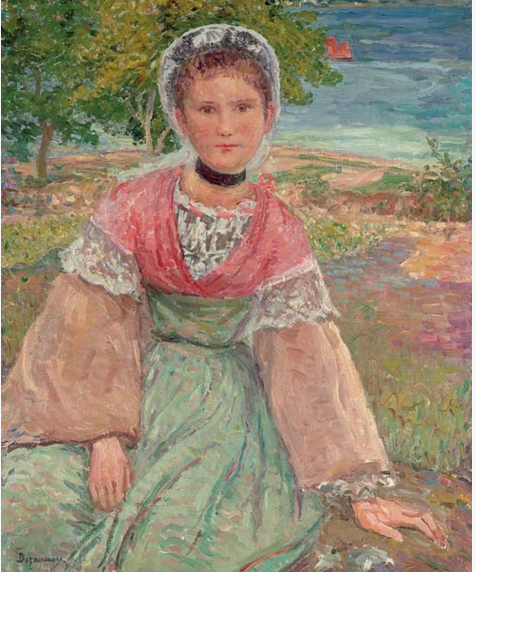
Jeune bretonne, huile sur toile (vers 1895)
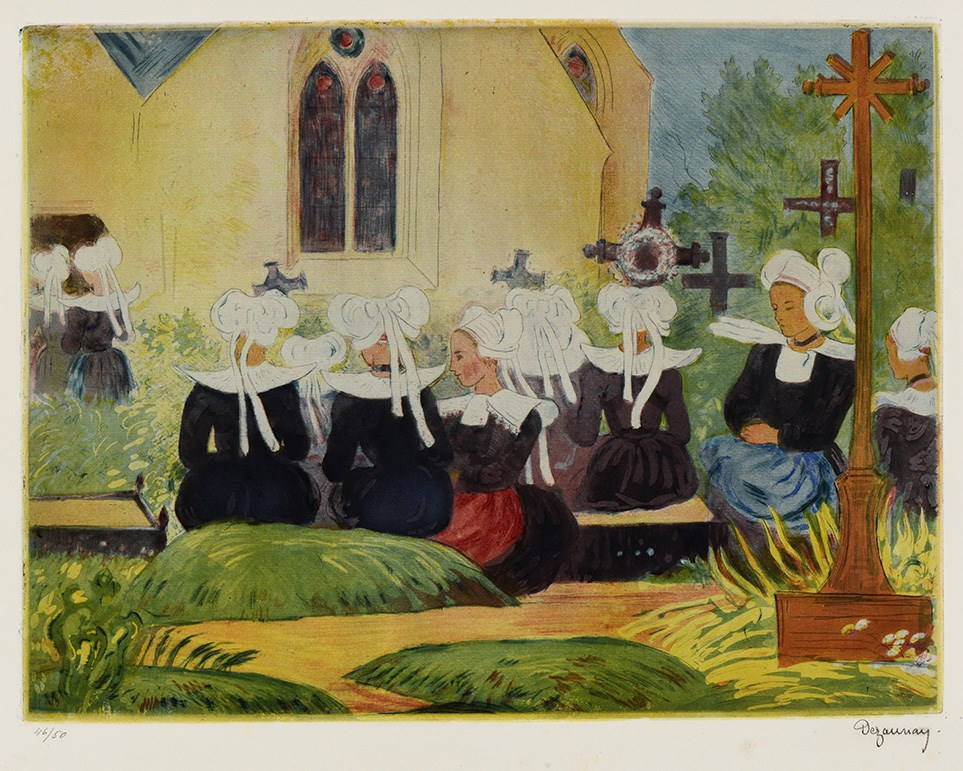
Messe Bretonne, eau-forte en couleur, Quimper, musée départemental breton.
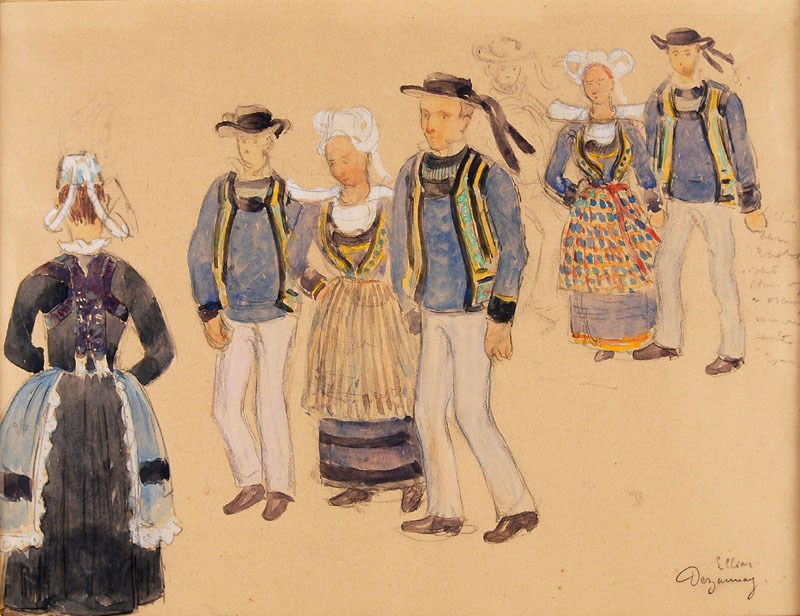
Costumes bretons, gouache, Quimper, musée départemental breton.
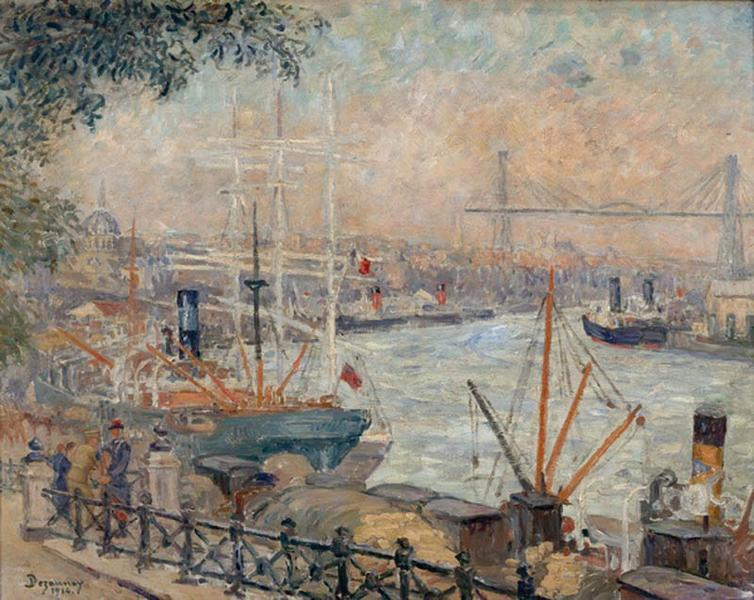
Port de Nantes (1914), huile sur toile, musée des Beaux-Arts de Nantes.
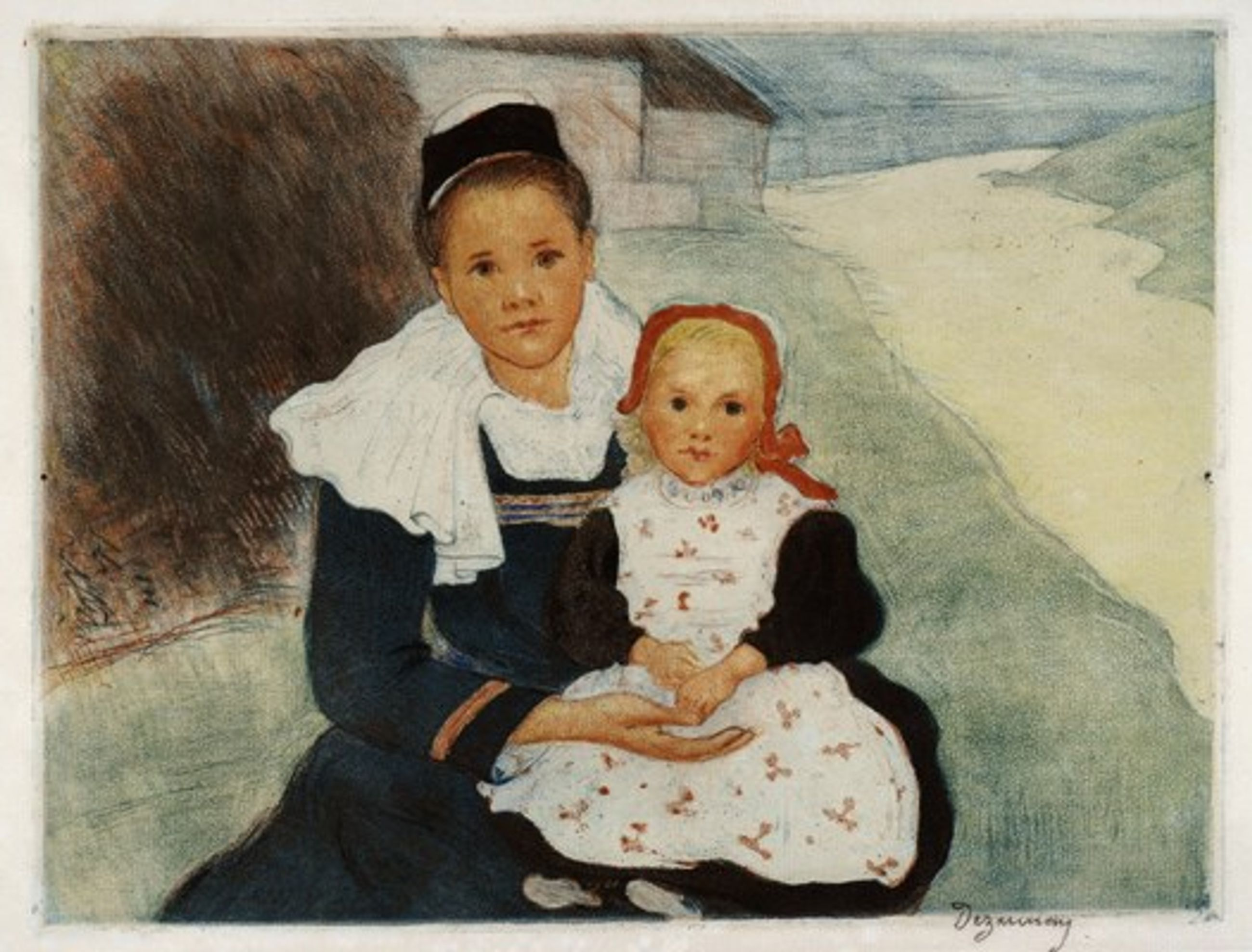
Jeune fille et enfant de Rosporden, eau-forte et aquatinte en couleur, Quimper, musée départemental breton.

- Deux bretonnes, (pointe sèche et eau forte, 31 × 40 cm)
- Femmes de Plougastel au pardon (aquatinte en couleurs de 30,2 × 45 cm),

## Autres œuvres
- Sortie de messe à Bannalec, vers 1895, eau-forte et roulette, 418 × 317 mm.
- Camaret, bateaux à flot (vers 1920).
- Port de Portivy (1926).

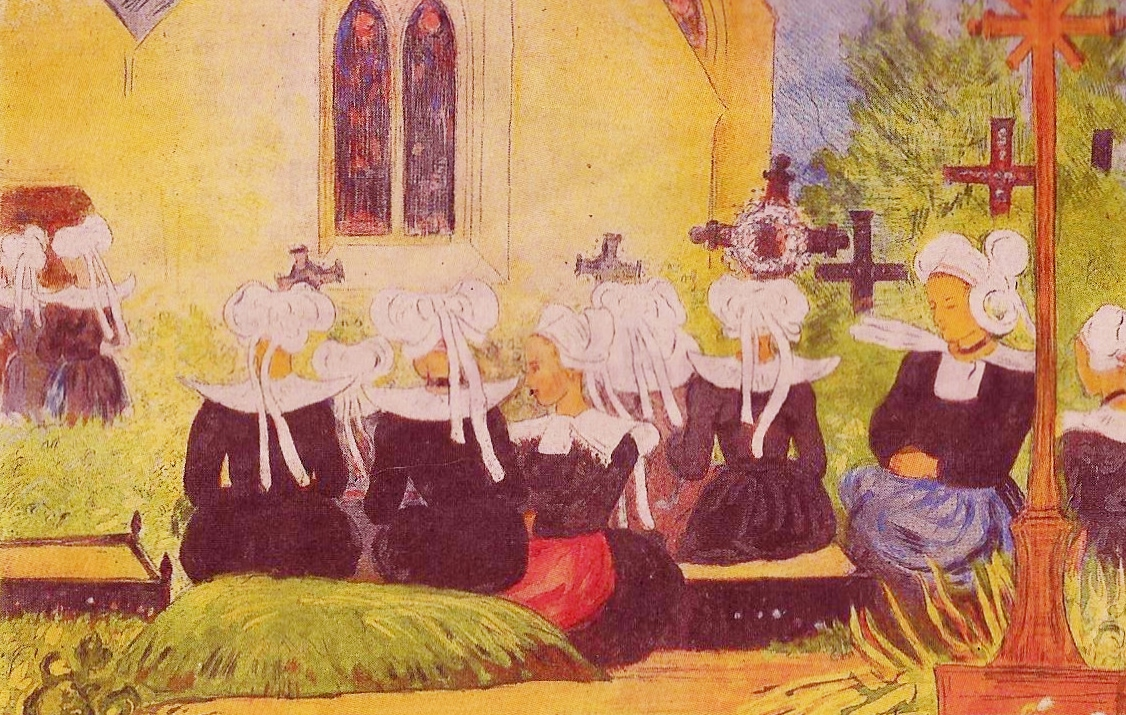
Sortie de messe à Bannalec (vers 1895).
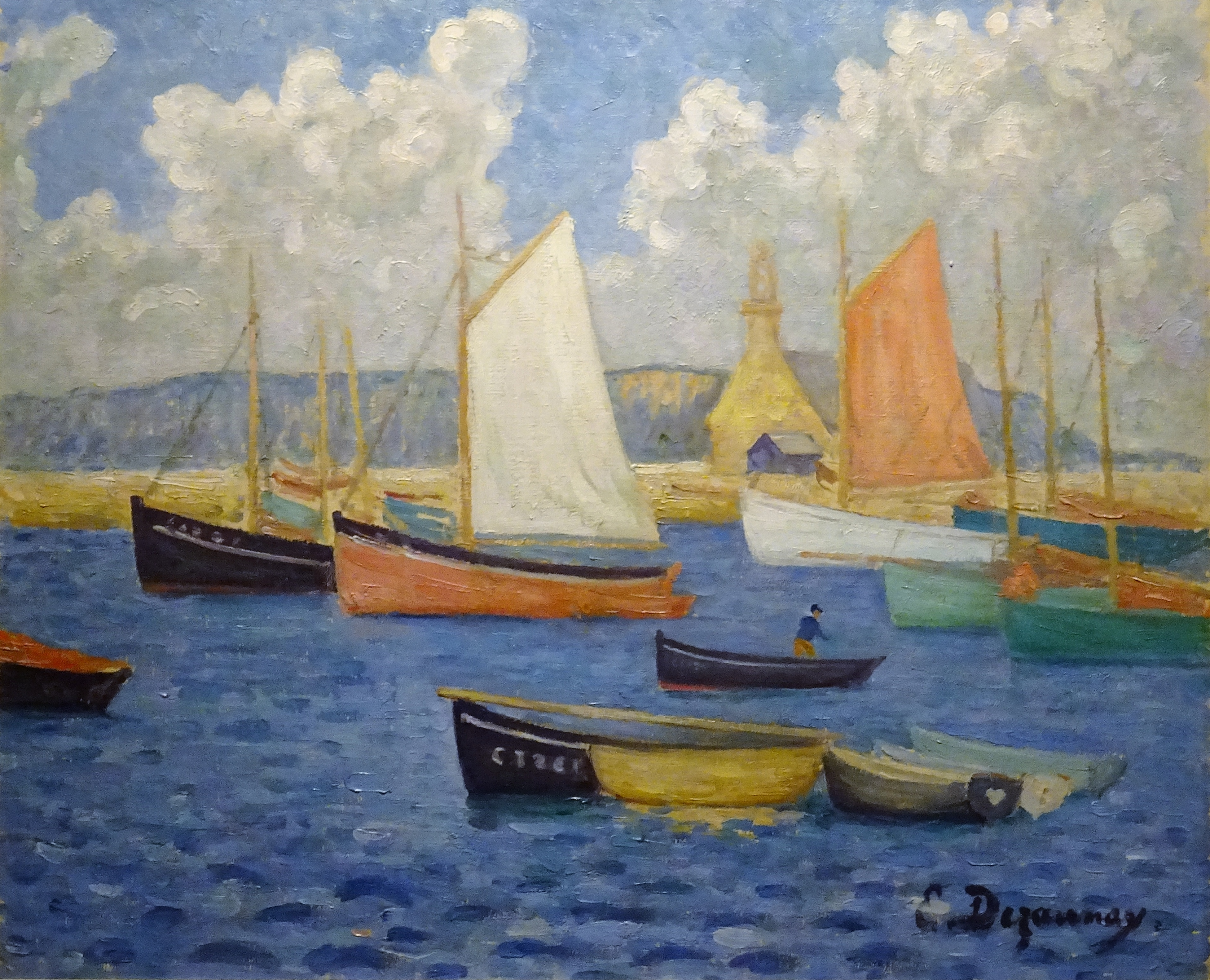
Camaret, bateaux à flot (vers 1920).
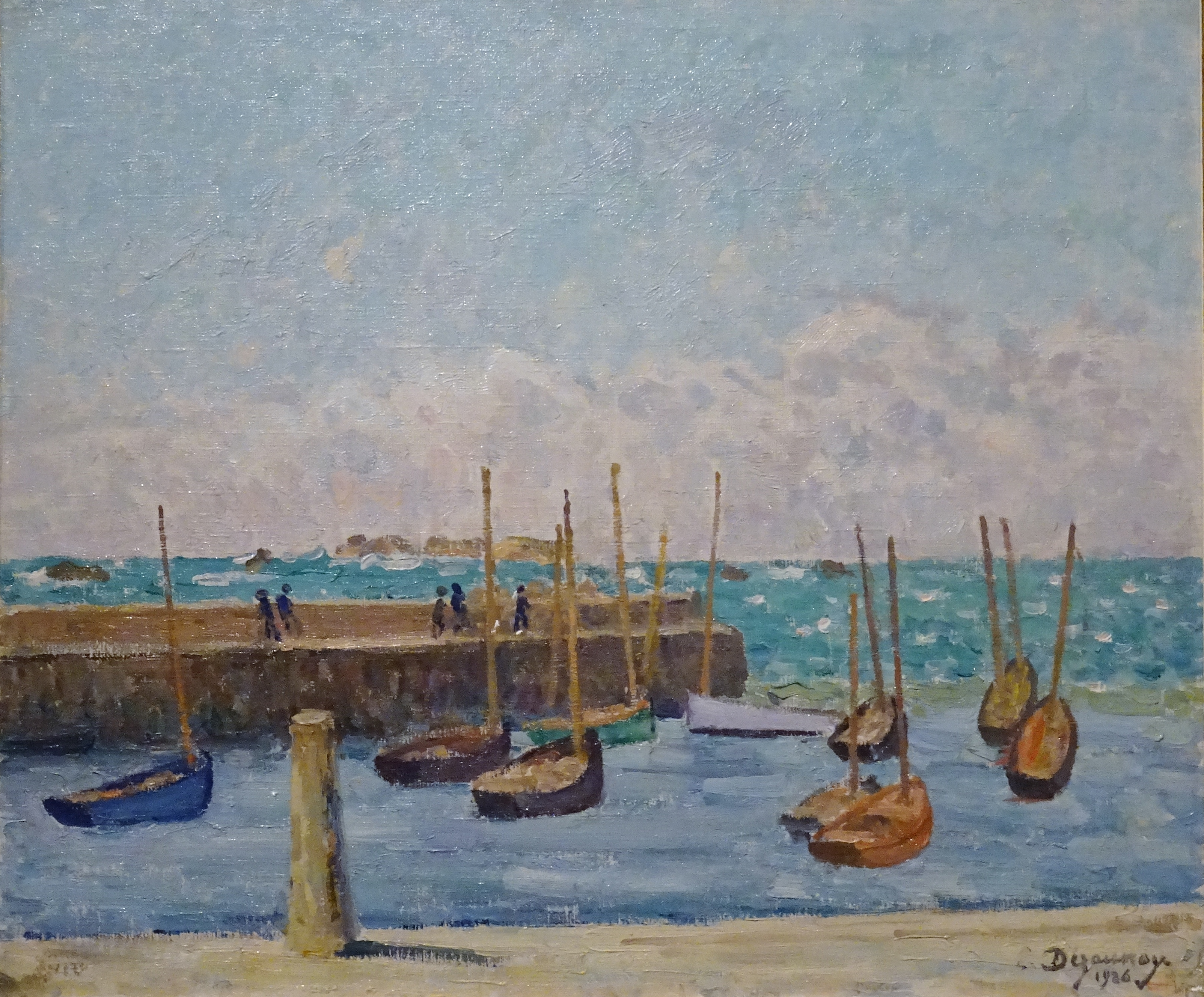
Port de Portivy (1926).

## Salons
- Salon des artistes français de 1878, 1883, 1885 et 1890.
- Salon de la Société des arts de Nantes à la galerie Préaubert en 1890 : Paysage ; La Baignade à la pointe de l'île Mabon.
- Salon des artistes français de 1893 : cinq toiles.
- Salon de la Société nationale des beaux-arts de 1894 : Avant la messe, femme du Bourg de Batz.
- Salon d'automne de 1913 : Marine à Saint-Michel.

## Expositions
- 1886 : Exposition des beaux-arts de Nantes : Portrait ; Vue du quai de la Fosse ; Le Braconnier.
- 1892 : deuxième exposition des peintres impressionnistes à la galerie d'art parisienne de Le Barc de Boutteville.
- 1895 : « exposition des Bretons de Paris », avec Maxime Maufra à Paris[Où ?].
- De février à mars 1897 : exposition à la galerie Moline, rue Laffitte à Paris, première exposition personnelle avec 48 huiles sur toile, comprenant douze paysages et huit portraits, quelques dessins et aquarelles.
- 1913 : Nantes, galerie Mignon-Massart.

## Iconographie
- Pierre Puvis de Chavannes, Portrait d'Émile-Alfred Dezaunay (vers 1880), fusain, Paris, musée du Louvre[11].

## Hommages
- Rue Émile-Dezaunay, à Nantes